# Zəngilan
Zəngilan o, in armeno, Kovsakan (Կովսական) è un comune dell'Azerbaigian, capoluogo dell'omonimo distretto; ha fatto parte dell'Artsakh, repubblica autoproclamatasi indipendente, costituendone una comunità all'interno della Regione di Kashatagh dal 1993 al 2020.
La cittadina è situata sulla riva destra del fiume Voghji, è attraversata dalla tratta ferroviaria Miǰnavan-Kapan e dista 170 km dalla capitale dell'Artsakh Step'anakert; nel 2015 contava 500 abitanti.